# 범박고등학교
범박고등학교(範朴高等學校)는 대한민국 경기도 부천시 소사구 범박동에 있는 공립 고등학교이다.

## 학교 연혁
- 2004년 4월 16일 : 학교 건축 공사 착공
- 2005년 12월 26일 : 학교 설립 인가, 12학급 설립 인가
- 2006년 2월 14일 : 36학급 공사 준공
- 2006년 3월 1일 : 초대 서헌 교장 취임
- 2006년 3월 2일 : 입학식 거행(12학급 412명)
- 2006년 6월 8일 : 개교기념식
- 2008년 3월 2일 : 도교육청 방과후학교 거점학교 운영
- 2008년 12월 29일 : 교과부 지정 특색 있는 학교 만들기 선도학교 운영
- 2009년 2월 14일 : 제1회 졸업식
- 2011년 10월 19일 : 교과교실제 선진형 및 과목 중점형 학교 선정
- 2013년 9월 1일 : 경기도 교육청 혁신학교 지정
- 2024년 1월 5일 : 제16회 졸업식(9학급 211명)
- 2024년 3월 1일 : 제6대 이금자 교장 취임
- 2024년 3월 4일 : 제19회 입학식(10학급 281명)